# Krasnyj Kawkaz (1916)
Krasnyj Kawkaz (ros. Красный Кавказ, tzn. Czerwony Kaukaz) – radziecki krążownik ciężki z okresu międzywojennego i II wojny światowej. Był jedynym okrętem zmodyfikowanego typu Admirał Nachimow.

## Historia
Budowę „Krasnego Kawkaza” rozpoczęto w 1913 jako jednego z czterech krążowników lekkich typu Admirał Nachimow dla carskiej rosyjskiej Floty Czarnomorskiej, pod nazwą „Admirał Łazariew”. Projekt okrętów wywodził się z krążowników typu Swietłana budowanych dla Floty Bałtyckiej. Z powodu wybuchu I wojny światowej, a następnie rewolucji w Rosji, żaden z krążowników nie został ukończony w terminie. Ostatecznie z okrętów typu Admirał Nachimow ukończono według pierwotnego projektu tylko okręt główny (jako „Czerwona Ukraina”), natomiast „Admirał Łazariew” został przeprojektowany, a z budowy pozostałych dwóch zrezygnowano. 
Stępkę pod budowę „Admirała Łazariewa”, późniejszego „Krasnego Kawkaza”, położono 19 października 1913 w stoczni Russud w Mikołajowie, jeszcze przed  oficjalnym zamówieniem. Zamówienie na budowę okrętu zostało złożone dopiero 12 marca 1914 w stoczni OZNiW w Mikołajowie, która miała być wykonawcą urządzeń napędowych (w ramach podziału zadań ze stocznią Russud, która wykonywała kadłub). Faktycznie prace podjęto w początkach lipca 1914. Przewidywano termin ukończenia na 20 października 1916, lecz z powodu wybuchu I wojny światowej i trudności organizacyjnych oraz materiałowych, budowa miała stale zwiększające się opóźnienie. 28 maja 1916 podjęto próbę wodowania kadłuba okrętu, lecz utknął on na pochylni z powodu słabego smarowania jej płóz i udało się go ściągnąć na wodę dopiero 8 czerwca 1916. Nowy termin oddania okrętu przewidziano na grudzień 1917. Dalsze opóźnienia budowy wywołała rewolucyjna sytuacja wewnętrzna w Rosji, a po rewolucji lutowej w 1917 prace wstrzymano. W dodatku, 17 marca 1918 Mikołajów został zajęty przez wojska państw centralnych, a następnie miasto przechodziło z rąk do rąk podczas wojny domowej. Między innymi, nieukończony krążownik formalnie wcielili w skład swojej floty Ukraińcy i 27 stycznia 1919 przemianowali go na „Hetman Petro Doroszenko” (Гетьман Петро Дорошенко), ale już w lutym miasto i okręty zostały przejęte przez siły interwentów i „białych”.
Po zakończeniu wojny domowej, nieukończony krążownik znalazł się w posiadaniu ZSRR. W 1924 zdecydowano dokończyć jego budowę według zmodyfikowanego projektu, ze wzmocnionym uzbrojeniem. Od 1925 opracowano kilka projektów wstępnych całkowitej przebudowy, zakładających uzbrojenie w 5 nowych dział kalibru 180 mm konstrukcji Zakładów Bolszewik w Leningradzie, w pojedynczych wieżach (podobnie do japońskiego sześciowieżowego typu Furutaka). Zrezygnowano z tego jednak z uwagi na przeciążenie kadłuba (jedna wieża ważyła 125 ton) oraz względy finansowe, nie pozwalające na polepszenie stateczności przez dodanie bąbli przeciwtorpedowych. W międzyczasie Rewolucyjna Rada Wojenna zatwierdziła 16 marca 1926 ograniczony projekt, przewidujący instalację 8 armat 203 mm na pojedynczych stanowiskach, zdjętych ze starych okrętów. Ostatecznie opracowano kompromisowy wariant pełnej przebudowy, z uzbrojeniem w 4 działa 180 mm w pojedynczych wieżach w osi okrętu (projekt nr 815), bez polepszania osłony kadłuba. 14 grudnia 1926 zmieniono nazwę okrętu na „Krasnyj Kawkaz" (Czerwony Kaukaz). Prace podjęto jesienią w 1927, w stoczni im. A. Marty w Mikołajowie. We wrześniu 1931 rozpoczęto próby okrętu, a 25 stycznia 1932 wszedł on do służby w radzieckich Siłach Morskich Morza Czarnego. Planowano początkowo według analogicznego projektu ukończyć krążownik „Woroszyłow" (eks „Admirał Butakow") typu Swietłana, lecz plany te zarzucono z przyczyn finansowych. 

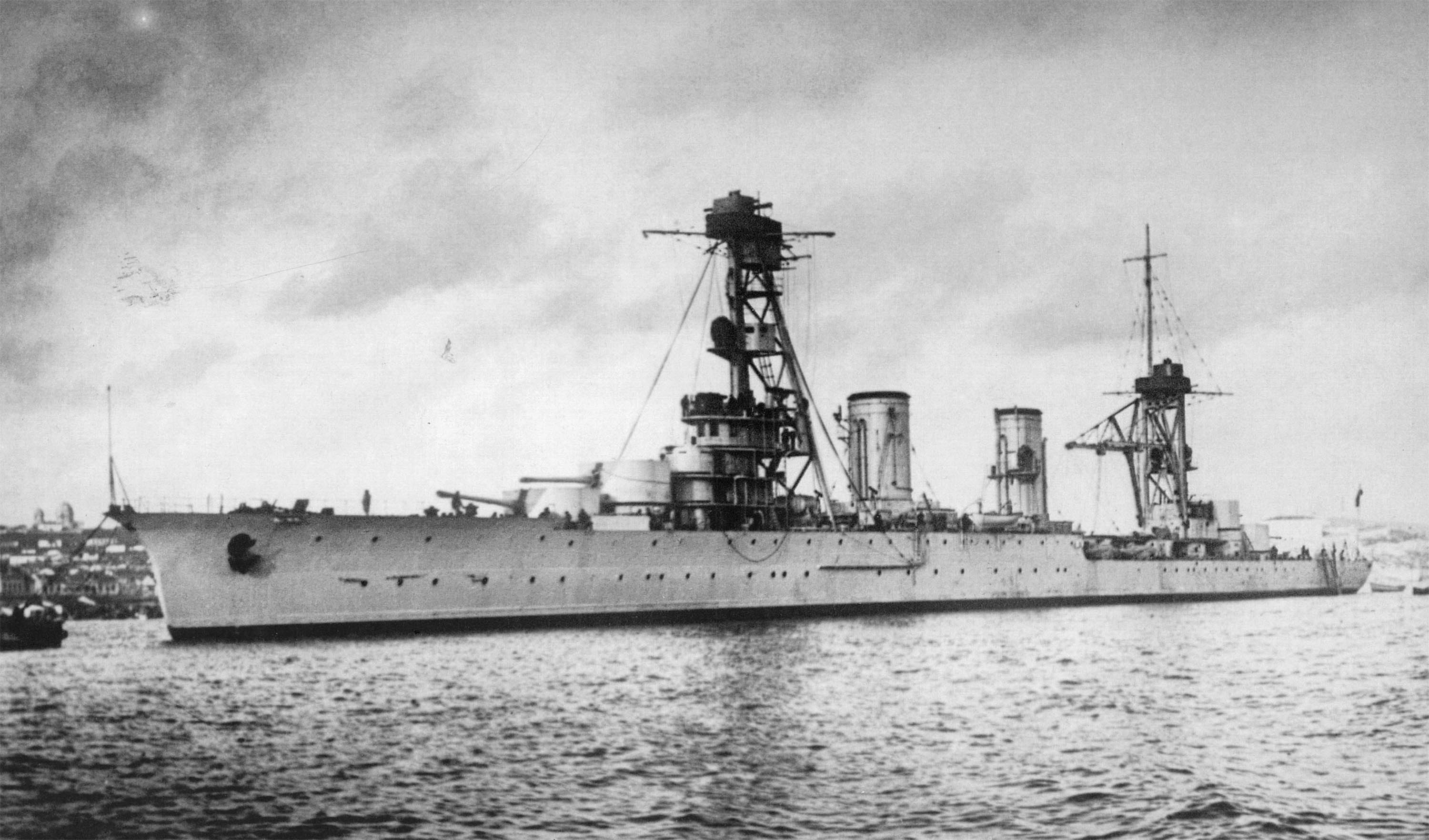
„Krasnyj Kawkaz” na początku służby

## Opis
Krążownik „Krasnyj Kawkaz” odróżniał się od pierwotnych projektów typów Admirał Nachimow i Swietłana i dwóch ukończonych według nich okrętów („Czerwona Ukraina” i „Krasnyj Krym”) nowoczesną architekturą i sylwetką, typowymi dla nowych międzywojennych krążowników. W odróżnieniu od oryginalnego projektu, jego artyleria główna umieszczona była w całości w czterech wieżach w osi symetrii okrętu (po dwie na dziobie i rufie), a nie w kazamatach i odkrytych stanowiskach na burtach. Zastosowano przy tym działa większego kalibru 180 mm, w miejsce 130 mm. W stosunku do projektu, kadłub został wydłużony o 3 metry. Zmianie uległ kształt dziobnicy, która stała się wygięta w górnej części i bardziej wysmukła. Obniżono o jeden pokład poziom pokładu dziobowego (poprzednio znajdowały się pod nim usunięte kazamaty dział). Jeszcze przed dziobowymi wieżami artylerii zastosowano niewielki uskok pokładu dziobowego (na wysokość pół pokładu), natomiast zasadniczy uskok pokładu znajdował się na śródokręciu, w rejonie drugiego komina. Okręt miał dwa proste, szeroko rozstawione kominy (z powodu likwidacji dwóch dziobowych kotłowni z 4 kotłami, liczbę kominów zmniejszono z trzech w stosunku do oryginalnego projektu). Również nadbudówka dziobowa została rozbudowana i cofnięta nieco w kierunku rufy. Maszty o konstrukcji palowej zastąpiono przez masywne maszty, z rozbudowanymi pomostami i przyrządami kierowania ogniem na szczycie. Dziobowy maszt trójnożny był połączony z nadbudówką dziobową; rufowy czworonożny był przed rufową grupą wież i zawieszono na nim dwa charakterystyczne masywne kratownicowe dźwigi do obsługi wodnosamolotów i łodzi. Kadłub dzielił się na 23 główne poprzeczne przedziały wodoszczelne. Nowe uzbrojenie pociągnęło także konieczność sporych zmian w rozplanowaniu wewnętrznym okrętu, przede wszystkim z uwagi na konieczność instalacji fundamentów wież i komór amunicyjnych. Z powodu zmniejszenia ilości kotłów, zwiększono wydajność pozostałych przez przejście na opalanie paliwem płynnym i zwiększenie ciśnienia.
Uzbrojenie główne stanowiły 4 działa 180 mm B-1K o długości lufy L/60 (faktycznie L/59), opracowane przez Zakłady Bolszewik (dawne Zakłady Obuchowskie) w Leningradzie. Umieszczone były w pojedynczych wieżach MK-1-180, opracowanych przez Leningradzkie Zakłady Metalliczeskie (LMZ). Artylerię przeciwlotniczą początkowo stanowiły 4 działa 75 mm wz.28 Mellera. Ponieważ były one przestarzałe, według niektórych źródeł zamieniono je wkrótce po wejściu do służby na 4 półautomatyczne działa 45 mm 21-K. Uzbrojenie uzupełniało 12 wyrzutni torped 450 mm, w czterech trzyrurowych aparatach, po dwa na burcie, za rufowym kominem. Okręt mógł też stawiać 100 min morskich lub przenosić 40 bomb głębinowych. Wyposażony był ponadto w niemiecką katapultę pneumatyczną Heinkel K-3 i przenosił początkowo dwa wodnosamoloty obserwacyjne KR-1 (Heinkel HD-55), przechowywane bezpośrednio na katapulcie (bez hangaru). Samolotów tych używano jedynie do 1936. Po tej dacie brak było nowych odpowiednio lekkich maszyn i katapulta została później zdemontowana.

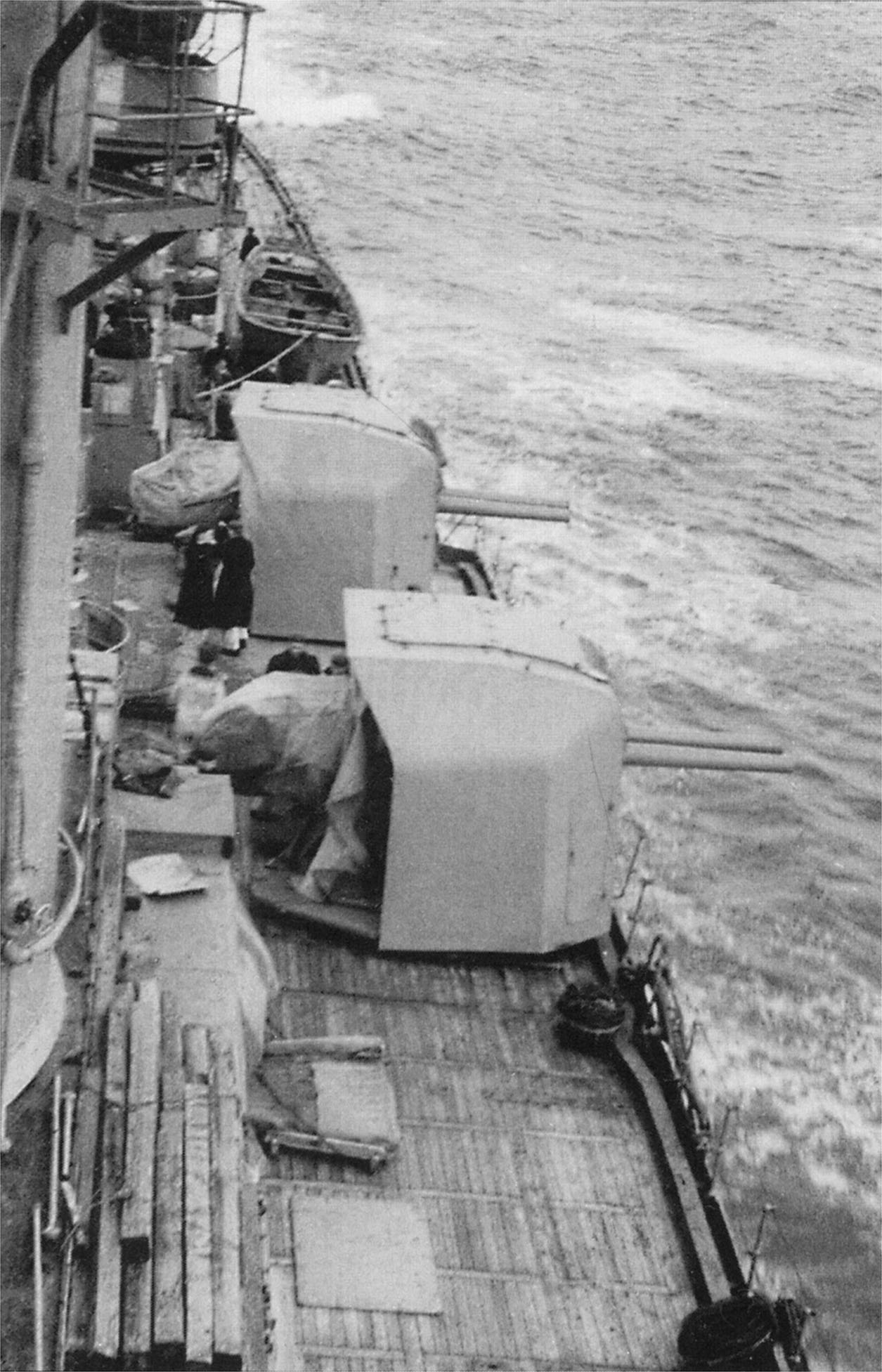
Działa 100 mm Minzini na pokładzie „Krasnego Kawkaza” (okręt ma dodatkowe stanowisko zdjęte z „Czerwonej Ukrainy” podczas wojny)

W 1935 wzmocniono uzbrojenie przeciwlotnicze montując 4 stanowiska podwójnie sprzężonych włoskich dział 100 mm Minzini, z maskami przeciwodłamkowymi, po dwa stanowiska na burcie, w rejonie śródokręcia. Po remoncie w 1940 zamontowano działka automatyczne 37 mm 70-K oraz wielkokalibrowe karabiny maszynowe 12,7 mm DSzK. Następnie, podczas remontu w styczniu-sierpniu 1942 wzmocniono uzbrojenie przeciwlotnicze, montując na śródokręciu dalsze 2 dwudziałowe stanowiska dział 100 mm Minzini z zatopionego półbliźniaczego krążownika „Czerwona Ukraina”, a także 2 działa 76,2 mm L/55 34-K na rufie. Liczba działek 37 mm 70-K sięgnęła 10. Po kolejnym remoncie w 1944, 2 działa 76 mm i 4 działa 45 mm zastąpiono przez 4 działka 37 mm 70-K, doprowadzając ich stan do 14. Prawdopodobnie zamontowano wówczas także brytyjski radar typu 291, 2 działka 40 mm Bofors i 6 działek 20 mm Oerlikon. Po wojnie zdemontowano dodatkowe 4 działa 100 mm oraz część działek 37 mm. 
Planowano na przełomie lat 30. i 40. dokonać gruntownej modernizacji uzbrojenia okrętu, z 8 działami 152 mm w wieżach dwudziałowych MK-17, 8 działami 76,2 mm plot w podwójnych stanowiskach 81-K, 6 działkami 37 mm, 8 wkm 12,7 mm i 6 wyrzutniami torped 533 mm, lecz do tego nie doszło, ponieważ wieże MK-17 były dopiero w stadium projektowania. Nie doszła też do skutku kolejna propozycja przezbrojenie okrętu w 8 dział 130 mm w wieżach dwudziałowych B-2ŁM (projektowanych dla nowych niszczycieli projektu 30), gdyż również nie były one jeszcze dostępne.
Główny burtowy pas pancerny na linii wodnej ciągnął się na większości długości okrętu i miał grubość 75 mm i wysokość 2,1 m, wykonany był z cementowanej stali Kruppa. Nad nim rozciągał się górny pas, grubości 25 mm, wysokości 2,25 m, na całej długości kadłuba. Dolny pokład (na wysokości górnej krawędzi głównego pasa pancernego) miał grubość 20 mm, górny pokład miał również grubość 20 mm. Maszyna sterowa była przykryta pancerzem 25 mm. Na rufie była poprzeczna gródź pancerna grubości 50 mm. Według pierwotnego projektu, stanowisko dowodzenia było chronione pancerzem 75 mm (podłoga i dach 50 mm).

## Ocena
Krążownik „Krasnyj Kawkaz” stanowił ciekawy i bezprecedensowy przykład wykorzystania starego kadłuba do budowy względnie nowoczesnego okrętu. W stosunku do pierwotnego projektu, jego artyleria uległa znacznemu wzmocnieniu pod względem kalibru i racjonalności rozmieszczenia (w pierwotnym projekcie, z 15 dział 130 mm jedynie 8 stanowiło salwę burtową, a w zmodyfikowanym - wszystkie 4 działa 180 mm). Mimo to, okręt miał umiarkowaną wartość bojową. Z uwagi na kaliber dział, „Krasnyj Kawkaz” według standardów międzynarodowych zaliczał się do krążowników ciężkich; miał jednak znacznie mniejszą liczbę dział od zagranicznych jednostek tej klasy (stosowano co najmniej 6-8 dział), a także ich mniejszy kaliber (typowy 203 mm). Nietypowy układ artylerii w pojedynczych wieżach zastosowano oprócz „Krasnego Kawkaza” jedynie w japońskich krążownikach zbliżonej wielkości typu Furutaka, które jednak przenosiły 6 dział (zostały one później przebudowane z trzema wieżami dwudziałowymi). Na ograniczonych parametrach „Krasnego Kawkaza” odbiły się także uwarunkowania ekonomiczne. Same działa 180 mm, aczkolwiek dysponujące świetnymi parametrami balistycznymi i donośnością, miały niską szybkostrzelność z powodu wadliwego systemu zasilania amunicją (teoretycznie 6 strzałów na minutę, w praktyce – maksymalnie 4, a 2 ogniem ciągłym). Ponadto, miały niską żywotność luf (55 wystrzałów) i w konsekwencji, wobec małej ilości wyprodukowanych luf, podczas II wojny światowej były już zużyte, co ograniczało celność ognia, a wkrótce doprowadziło do całkowitego zużycia dział (jedynej wymiany luf dokonano prawdopodobnie w 1935). Pod koniec lat 30. nie wymieniano już luf, gdyż planowano zmianę uzbrojenia okrętu, który zresztą traktowany był jako jednostka doświadczalna. Dość silne natomiast było uzbrojenie przeciwlotnicze średniego kalibru (po modernizacji), a w toku działań wojennych stało się ono wyjątkowo silne jak na krążownik (12 dział 100 mm i 2 działa 76 mm). Zalety te w części niwelował brak nowoczesnego systemu kierowania ogniem i umiarkowanie silne uzbrojenie małokalibrowe, składające się początkowo z półautomatycznych armat 45 mm o małej szybkostrzelności. Opancerzenie okrętu odpowiadało grubością lekkim krążownikom z lat 20. i nie zapewniało ochrony przeciw działom lekkich krążowników (należy jednak zauważyć, że większość nowych krążowników ciężkich pierwszego pokolenia nie była lepiej opancerzona). Mimo tych niedostatków, przy braku większych okrętów przeciwnika na swoim akwenie działań (Morzu Czarnym), „Krasnyj Kawkaz” odegrał wartościową rolę podczas wojny, pełniąc zadania wspierania wojsk lądowych. 

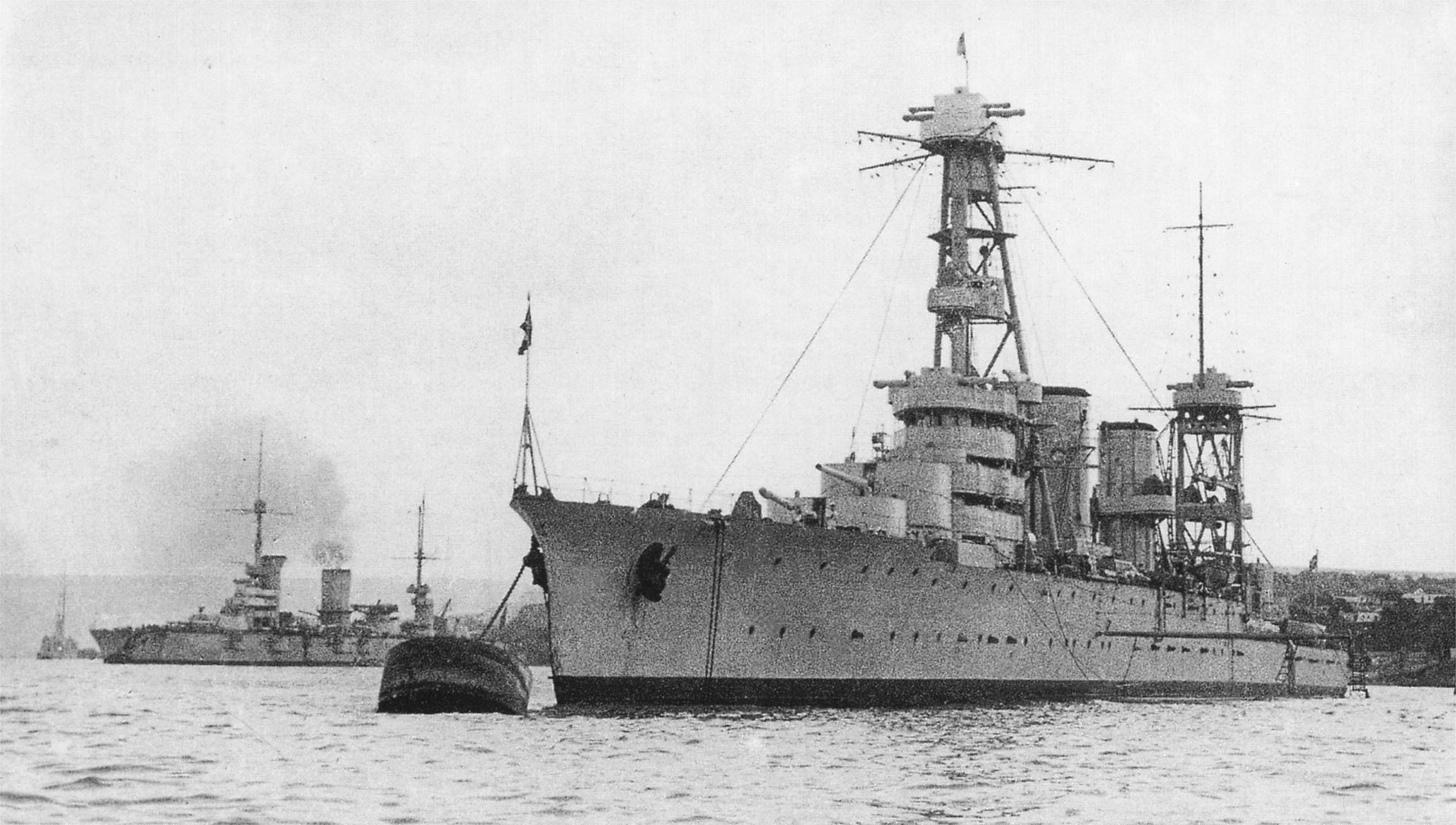
„Krasnyj Kawkaz” i pancernik „Pariżskaja Kommuna”

## Służba
W październiku-listopadzie 1933 okręt odbył pierwszy rejs zagraniczny, do Turcji, Grecji i Włoch (z niszczycielami „Pietrowskij” i „Szaumian”). 11 stycznia 1935 przydzielono go do odtworzonej Floty Czarnomorskiej.  W latach 1938–40 okręt był remontowany w stoczni im. Ordżonikidze w Sewastopolu. 
W chwili wybuchu wojny niemiecko-radzieckiej 22 czerwca 1941 okręt był dowodzony przez kapitana II rangi (kmdr por.) Aleksieja Guszczina, wchodząc w skład brygady krążowników w Sewastopolu. Pierwszą akcją krążownika było postawienie obronnych zagród z 200 min w dniach 23-24 czerwca 1941. Od 6 lipca 1941 bazował w Noworosyjsku. W dniach 11–12 września 1941 wspierał ogniem obronę Odessy (wystrzelono 85 pocisków 180 mm). 22 września 1941 „Krasnyj Kawkaz” przetransportował desant 696 żołnierzy pod Grigoriewkę koło Odessy i wspierał wojska (8 pocisków). Z powodu trudnej sytuacji na froncie, okręt ewakuował 4 października 1000 ludzi z Odessy do Sewastopola, a 16 października 1600 ludzi. 15 października ponownie wspierał ogniem obronę (27 pocisków). Do grudnia pełnił głównie zadania ewakuacji z Sewastopola na wschód ludzi i sprzętu, lecz także dowożenia posiłków do Sewastopola oraz ostrzeliwania celów lądowych (zwłaszcza 2 i 21 grudnia). 2–4 listopada przeholował nadto z Noworosyjska do Poti uszkodzony krążownik „Woroszyłow”. 

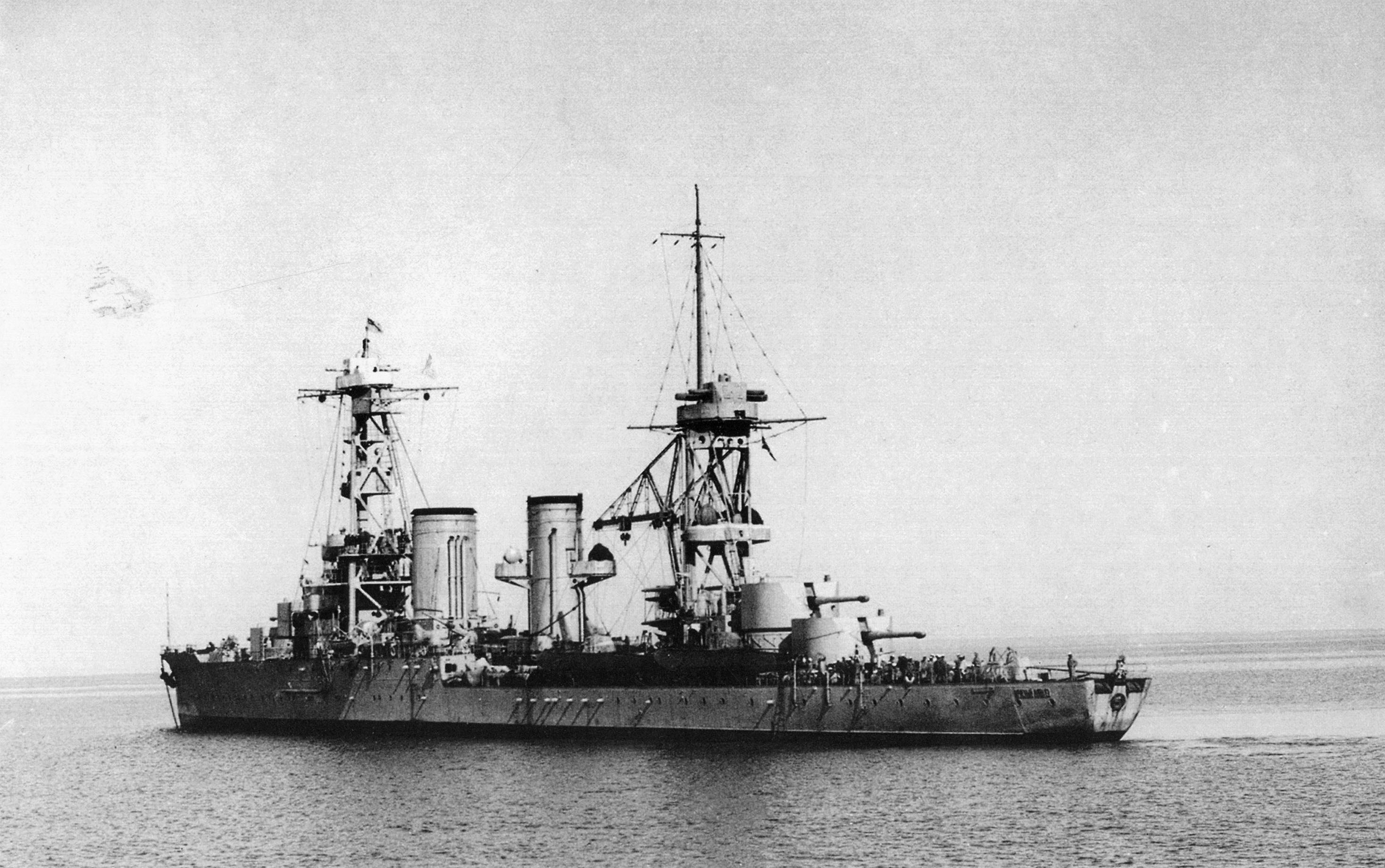
„Krasnyj Kawkaz” od rufy

29 grudnia 1941 „Krasnyj Kawkaz” uczestniczył w operacji desantowej w Teodozji na Krymie, transportując 1586 żołnierzy, których wysadził podchodząc do mola w porcie. Wspierał też 29 i 30 grudnia desant ogniem.  Został trafiony 8 pociskami i 5 granatami moździerzowymi, m.in. uszkodzona pociskiem została druga wieża 180 mm i dziobowa kotłownia, zginęło 27 marynarzy i raniono 66. Był też wówczas 14 razy atakowany bezskutecznie przez lotnictwo. 4 stycznia 1942 okręt ponownie transportował do Teodozji żołnierzy i sprzęt 224. Samodzielnego Dywizjonu Artylerii Przeciwlotniczej, lecz około 9.23 stojąc przy molo został uszkodzony przez bombowce nurkujące Junkers Ju 87 bliskimi wybuchami 5 bomb 500–1000 kg. Pomimo nabrania ok. 1000-1800 ton wody w części rufowej i uszkodzenia obu sterów i jednej śruby napędowej, okręt dotarł z małą prędkością 7,3 węzła 5 stycznia do Tuapse. 29–30 stycznia został przeholowany przez zbiornikowiec „Moskwa” do Poti w celu remontu, gdzie 26 marca okręt po zdjęciu części wyposażenia zadokowano w doku pływającym (o udźwigu jedynie 5000 t). Część dziobowa okrętu pozostawała przy tym poza dokiem. 3 kwietnia 1942 „Krasnyj Kawkaz” został odznaczony tytułem okrętu gwardyjskiego za udział w operacji kerczańsko-teodozyjskiej. Podczas remontu wzmocniono uzbrojenie przeciwlotnicze, montując przede wszystkim 2 podwójne stanowiska dział 100 mm z zatopionego w Sewastopolu krążownika „Czerwona Ukraina”, z którego wzięto też śrubę napędową. 22 lipca 1942 okręt opuścił dok, a 25 sierpnia 1942 powrócił do służby. Liczba załogi sięgnęła 878, w tym 51 oficerów. 
Po powrocie do linii, „Krasnyj Kawkaz” nadal pełnił głównie funkcje transportowe, przewożąc we wrześniu i październiku posiłki z Poti do Tuapse. 22 października został tam zaatakowany przez niemieckie kutry torpedowe, lecz bezskutecznie. 6 listopada 1942 dowódcą został kpt. II rangi (kmdr por.) Wasilij Jeroszenko. 
4 lutego 1943 okręt wspierał ogniem desant pod Jużną Ozierejką koło Noworosyjska (75 pocisków 180 mm i 300 pocisków 100 mm). Ostatnie działania bojowe miały miejsce 4 czerwca 1943 w czasie akcji pozoracyjnej pod Noworosyjskiem. Z powodu całkowitego zużycia luf artylerii głównej i braku dział na wymianę, „Krasnyj Kawkaz” nie brał już udziału w walkach, pozostając w Poti do końca wojny. Mimo to, we wrześniu 1944 rozpoczęto jego remont kapitalny, modyfikując przy tym także uzbrojenie przeciwlotnicze. Do służby okręt powrócił w maju 1945. 23 maja 1945 przebazował z powrotem do Sewastopola.
Podczas służby, okręt wykonał 64 zadania bojowe, wystrzeliwując 458 pocisków kalibru 180 mm.   
12 maja 1947 „Krasnyj Kawkaz” został przeklasyfikowany na krążownik szkolny. W 1949 został jednak wycofany ze służby, rozbrojony i przeklasyfikowany na okręt doświadczalny w składzie 117. Brygady Okrętów Doświadczalnych w Teodozji. 21 listopada 1952 został zatopiony jako okręt-cel przez pocisk skrzydlaty KSS z samolotu Tu-4K, w rejonie przylądka Meganom.

## Dane techniczne
- wyporność:
  - standardowa 7560 t
  - normalna 8295 t
  - pełna 9030 t
- wymiary
  - długość 169,5 m
  - szerokość 15,7 m
  - zanurzenie 6,6 m
- napęd: 4 turbiny parowe o mocy 55 000 KM, 10 kotłów parowych, 4 śruby
- prędkość 29,5 węzła
- zasięg 3000 Mm przy prędkości 14 w (maks. zapas paliwa, 1500 Mm przy normalnym zapasie)
- załoga  do 878 ludzi

Uzbrojenie i wyposażenie: 
- początkowo
  - 4 działa kalibru 180 mm B-1K w wieżach jednodziałowych MK-1-180 (4xI)
    - długość lufy L/60 (60 kalibrów), donośność maksymalna 38 600 m (pocisk odłamkowy) – 37 500 m (pocisk ppanc), kąt podniesienia -5°+60°, masa pocisku 97,5 kg, szybkostrzelność 2-4 strz/min., prędkość pocz. do 920 m/s, pociski odłamkowo-burzące i przeciwpancerne, zapas amunicji 224 na lufę (inne dane: 150)[4])

  - 4 działa przeciwlotnicze 75 mm Mellera wz.28 (4xI)
    - długość lufy L/50, donośność pionowa do 8000 m, kąt podniesienia +75°, masa pocisku 5,75-5,97 kg[5]

  - 12 wyrzutni torpedowych 450 mm (4xIII)[7]
    - torpedy 45-12 (ładunek 100 kg)

  - 100 min morskich (możliwość)
  - 40 bomb głębinowych
  - 2 wodnosamoloty KR-1 (Heinkel HD-55), katapulta (do końca lat 30.)

- od 1935
  - 4 działa kalibru 180 mm B-1K w wieżach jednodziałowych MK-1-180 (4xI)
  - 8 dział przeciwlotniczych 100 mm Minzini (4xII)
    - długość lufy L/50, donośność pozioma 18 000 m, kąt podniesienia +50°(?), masa pocisku 13,85 kg (plot) – 15,8 kg (burzący), szybkostrzelność do 12 strz./min[4]

  - 2 półautomatyczne działa przeciwlotnicze 45 mm 21-K (2xI)[4]
  - 12 wyrzutni torpedowych 450 mm lub 533 mm (4xIII)[4]
  - 100 min morskich (możliwość)
  - 40 bomb głębinowych
  - 2 wodnosamoloty KR-1 (Heinkel HD-55), katapulta (do końca lat 30.)

Wyposażenie
- 2 dalocelowniki KDP-6 (B-8) z 6-metrowymi dalmierzami DM-6 (na szczytach masztów)
- 6-metrowy dalmierz DM-6 (na mostku)